# 곽빈
곽빈(郭彬, 1999년 5월 28일~)은 대한민국의 야구 선수로 현재 KBO 리그의 팀인 두산 베어스의 투수로 활동하고 있다.

## 아마추어 시절
배명고등학교 시절 투수, 내야수를 병행했으며 3학년 주말 리그 전반기 때 150km/h의 강속구를 던지며 1차 지명 후보로 떠올랐다. 경기 초반에는 4번 타자로, 후반에는 마무리로 나와 팀의 승리를 이끌었다.
특유의 강견과 정확한 투구 폼으로 당시 아마추어 선수 중 가장 강력한 속구를 구사했다. 볼 끝이 상당히 좋아 컨택 자체가 상당히 낮은 편이었다.
변화구로 슬라이더, 체인지업, 커브를 고루 구사하나 속구 하나만으로 압도 가능해 거의 속구에만 의존했다.
제 72회 청룡기 전국 고교 야구 선수권 대회에서 투수 및 1루수로 나와 팀을 청룡기 첫 우승으로 이끌었으며, 대회 최우수 선수상을 수상했다.

## 프로 경력
2018년 신인 드래프트에서 두산 베어스에게 1차 지명되었다.
스프링 캠프에서 150km/h의 강속구를 던지며 개막 엔트리에 포함됐다.
2018년 3월 24일 삼성 라이온즈와의 경기에서 구원 등판하며 데뷔 첫 경기를 치렀고, 경기에서 0.1이닝 무실점을 기록했다. 2018년 3월 28일 롯데 자이언츠와의 경기에서 0.2이닝 무실점으로 구원 승을 기록했다.

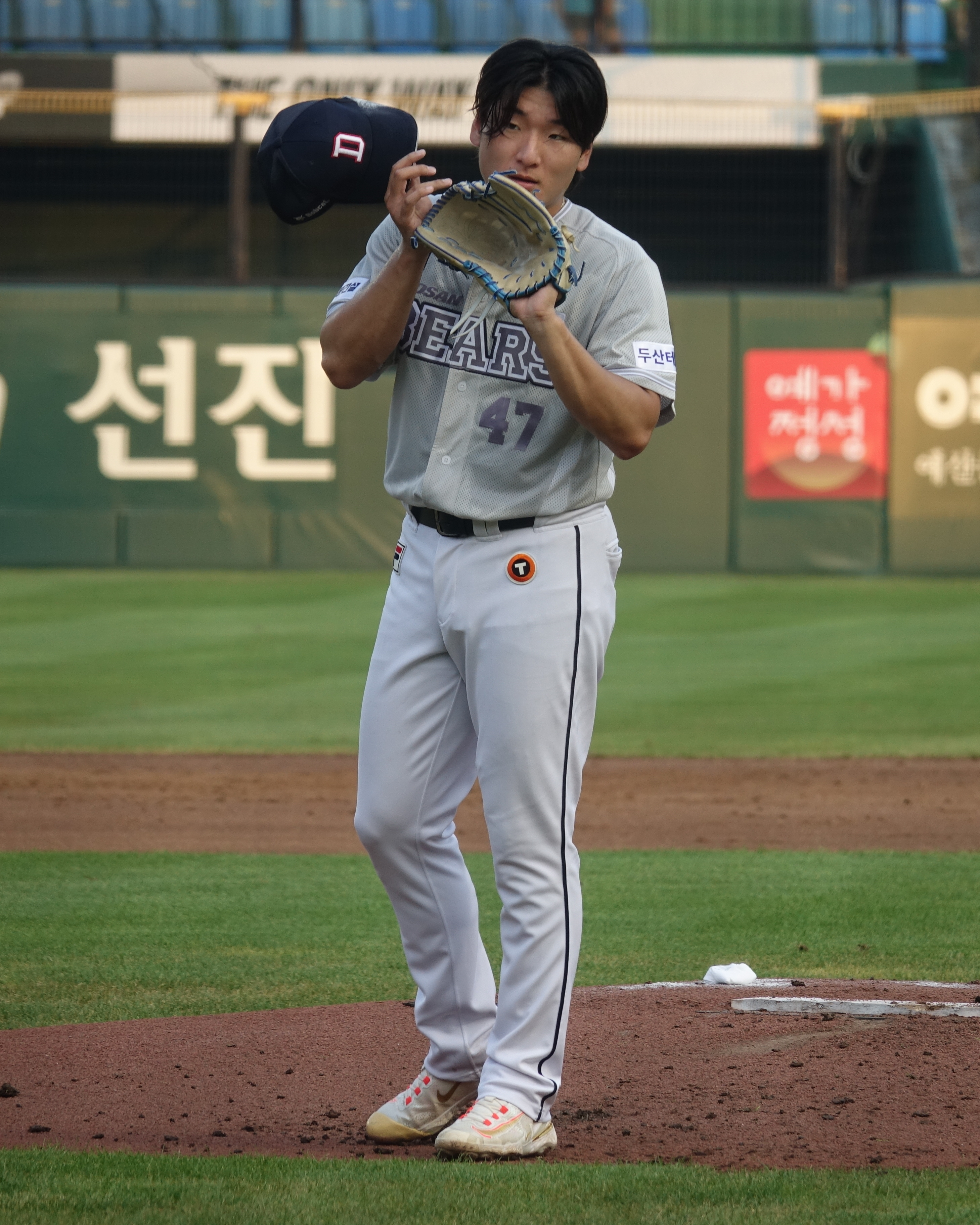
2023년 8월의 곽빈

## 국가대표 경력
- 2017년 제 28회 세계 청소년 야구 선수권 대회
- 2022년 아시안 게임
- 2023년 WBC, APBC

## 수상
- 2016년 고교 주말 리그 후반기(서울권 B) 타점상
- 2017년 제 72회 청룡기 전국 고교 야구 선수권 대회 최우수 선수상

## 출신 학교
- 서울학동초등학교
- 자양중학교
- 배명고등학교

## 통산 기록
| 연도 | 팀명  | 평균자책점 | 경기 | 완투 | 완봉 | 승 | 패 | 세 | 홀 | 승률  | 타자 | 이닝 | 피안타 | 피홈런 | 볼넷 | 사구 | 탈삼진 | 실점 | 자책점 |
| ---- | ----- | ---------- | ---- | ---- | ---- | -- | -- | -- | -- | ----- | ---- | ---- | ------ | ------ | ---- | ---- | ------ | ---- | ------ |
| 2018 | 두산  | 7.55       | 32   | 0    | 0    | 3  | 1  | 1  | 4  | 0.750 | 154  | 31   | 44     | 6      | 17   | 3    | 26     | 26   | 26     |
| 2021 | 두산  | 4.10       | 21   | 0    | 0    | 4  | 7  | 0  | 0  | 0.364 | 455  | 98⅔  | 78     | 7      | 79   | 12   | 96     | 50   | 45     |
| 2022 | 두산  | 3.78       | 27   | 0    | 0    | 8  | 9  | 0  | 0  | 0.471 | 645  | 147⅔ | 143    | 13     | 60   | 11   | 138    | 69   | 62     |
| 2023 | 두산  | 2.90       | 23   | 0    | 0    | 12 | 7  | 0  | 0  | 0.632 | 526  | 127⅓ | 96     | 7      | 58   | 5    | 106    | 44   | 41     |
| 2024 | 두산  | 4.24       | 30   | 0    | 0    | 15 | 9  | 0  | 0  | 0.625 | 716  | 167⅔ | 142    | 11     | 76   | 6    | 154    | 83   | 79     |
| 통산 | 5시즌 | 3.98       | 133  | 0    | 0    | 42 | 33 | 1  | 4  | 0.560 | 2496 | 572⅓ | 503    | 44     | 290  | 520  | 37     | 272  | 253    |